# Coronel Murta
Coronel Murta là một đô thị thuộc bang Minas Gerais, Brasil. Đô thị này có diện tích 813,853 km², dân số năm 2007 là 9120 người, mật độ 11,2 người/km².